# ぴよりん

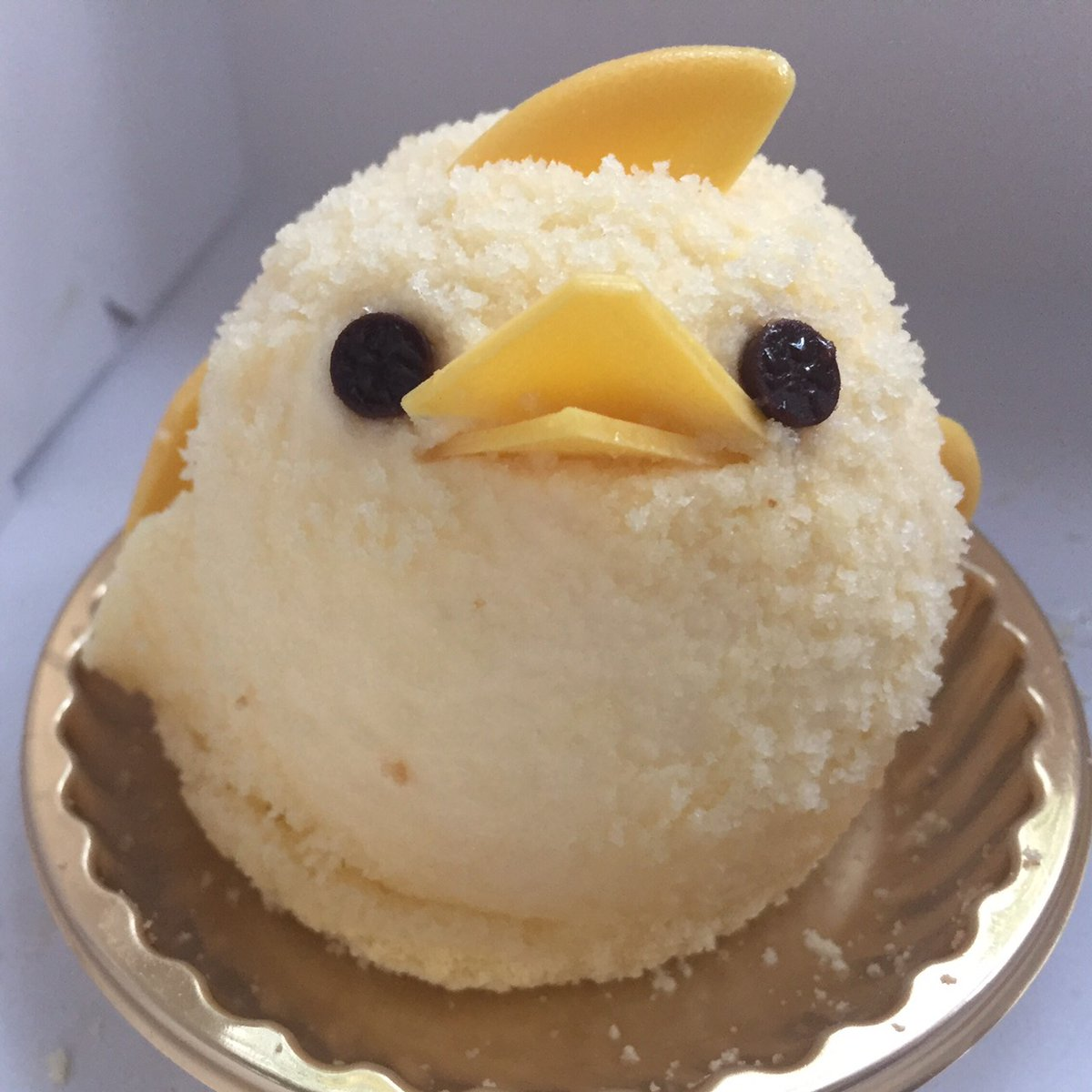
ぴよりん

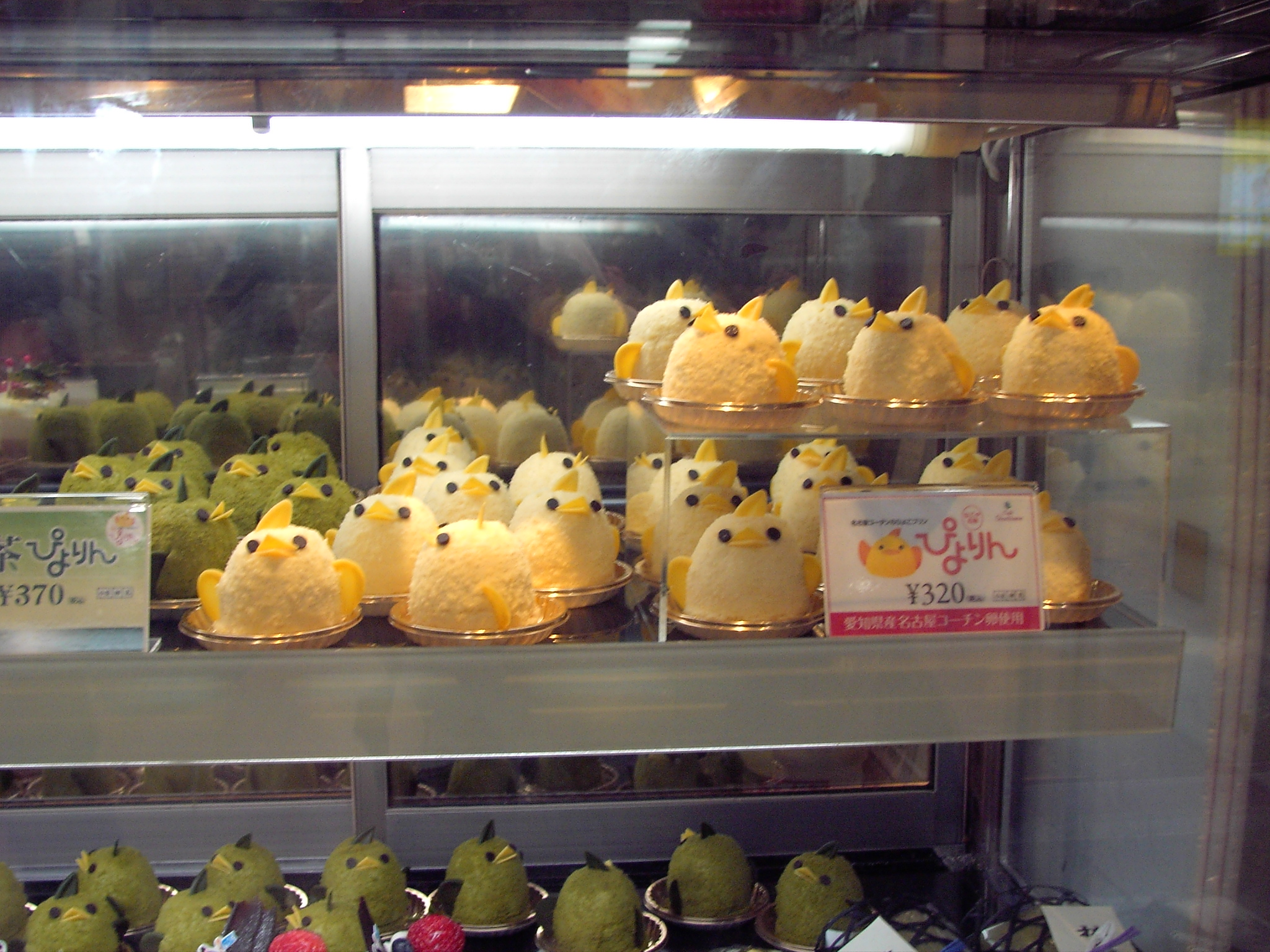
ショーケースに並べられた「ぴよりん」

「ぴよりん」は、東海旅客鉄道（JR東海）名古屋駅（愛知県名古屋市中村区名駅）構内のジェイアール東海フードサービスが運営する喫茶店「ぴよりんSTATION カフェ ジャンシアーヌ」にて2011年7月より「新・名古屋名物」として販売している、ひよこの形をした洋生菓子の名称。正式名称は「名古屋コーチンのひよこプリン ぴよりん」（なごや - ）。

## 概要
愛知県産の名古屋コーチンの卵をふんだんに使ったカスタードプリンを、ババロアで包み、スポンジを粉末状にして散りばめて、ひよこの形に飾りつけたことから、「ぴよりん」と名づけられた。完成までにおよそ7時間かかり、熱と振動に弱く、非常に繊細な仕上がりとなっている。そのため、原型を維持した持ち帰りに神経と労力を要し、その運試しは「ぴよりんチャレンジ」と呼ばれ、SNSなどで結果が多数報告される。個数は「1個、2個…」ではなく、口頭では「1ぴよ、2ぴよ…」と数え、文字表記は「羽」となる。

### 誕生
名前の由来は、ひよこの鳴き声「ぴよぴよ」とプリンを組み合わせており、JR東海のICカード・TOICAのひよこのキャラクターを意識して作られた。2000年から2011年、名古屋駅構内の喫茶店にて提供されていたシャチボンが終売（後に2022年6月～2024年4月に復活）となったことから、2010年よりシャチボンに代替する新商品開発が始まり、女性をターゲットとした「かわいくて丸いもの」をテーマに、熊やパンダなどを候補に挙げ、パティシエ2人と社員2人の計4人により進められた。計画は難航したが、当時ジェイアール東海フードサービスに勤務していた女性パティシエが、「ひよこって丸くてかわいいと思いませんか?」と発言したことにより前途が開き、2011年7月、JR名古屋駅構内のカフェ・ジャンシアーヌにて販売が開始された。当初は1日およそ20〜30羽程度が店頭にて販売されていた。

### 「藤井効果」からの活況
発売から10周年の2021年6月、洋菓子店モンシェールのロールケーキ「堂島ロール」とぴよりんのコラボレーションをSNSにて告知したことから徐々に話題を集め、芸能人が話題にしたことも相乗し、じわじわとその認知度が高まる。同月29日、将棋の第62期王位戦7番勝負第1局が名古屋能楽堂にて開催された際、藤井聡太王位（対局当時）が午後のおやつに「ぴよりんアイス」を注文したことから全国的に注目を集め、ぴよりん公式サイトが一時サーバーダウンするほどのフィーバーに至る。この「藤井効果」から、およそ1500〜1800羽へと増産され、連日行列が並ぶほどの活況に沸く。カフェ ジャンシアーヌは同年11月「ぴよりんSTATION カフェ ジャンシアーヌ」へと改称し、ドリンク・モーニングセット・ランチにもぴよりんをあしらったフードサービスを開始。越境限定販売（おでかけぴよりん）は豊橋、浜松から、2022年には新横浜、2023年には大阪・梅田、東京・新宿へと遠征している。
また、2022年以降は食品にとどまらず多角的にキャラクタービジネスを拡大している。
通常、洋生菓子の販売は上述の「ぴよりんSTATION カフェ ジャンシアーヌ」と「ぴよりんShop」（ぴよりんショップ）のみ。スマートぴよ約より予約と決済を行うことで、待たずに購入することも可能。なお、「ぴよりん」はジェイアール東海フードサービスの登録商標（登録5471647他）である。
「ぴよりん」はこれまで、名古屋駅近くにあるジェイアール東海フードサービスが運営するケーキ工房で生産されていたが、2024年2月、建物規模の制限から製造能力の増強が難しくなっていることから、愛知県春日井市の勝川駅の南側・松新公園前に新たに「ぴよりん」専門の工場を建設し、「ぴよりん」の直売店も併設された。
JR東海の沿線名産品通販サイト「いいもの探訪」のキャラクターでもある。

### プロフィール
以下の情報は公式ホームページより。
- 名前：ぴよりん
- 星座：ひよこ座
- 血液型：P型
- 出生地：名古屋市中村区名駅
- 学校：名古屋ひよこ園に在園中
- 身長：名古屋コーチンの卵を立てたくらい
- 体重：秘密
- 自慢：むかし愛知県で表彰されたことがある
- 趣味：フェイスブックで色々なぴよりん情報を発信すること

## 季節限定

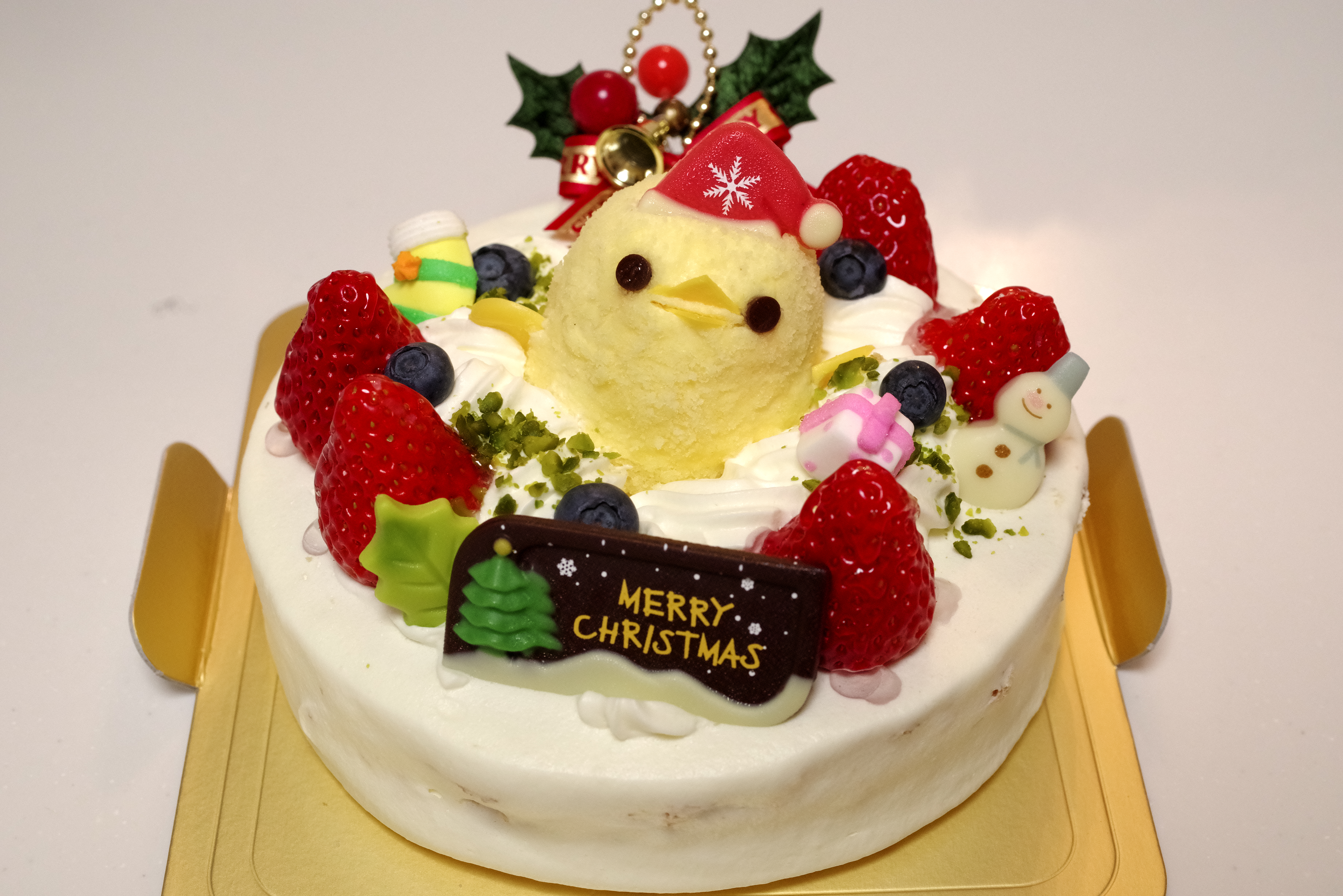
ぴよりんのクリスマスケーキ。
2019年版。

バレンタインデーやホワイトデー、雛祭り、七夕、ハロウィン、クリスマスの時期には、それに準拠した「ぴよりん」が期間限定で販売される。
また、愛知県産のイチゴを使用した「イチゴぴよりん」、愛知県西尾市産の抹茶（西尾茶）を使用した「抹茶ぴよりん」も年に1回販売される。

## 受賞
2011年（平成23年）9月、「平成23年度 愛知のふるさと食品コンテスト」で最優良食品に選ばれる。2012年（平成24年）2月には「平成23年度 優良ふるさと食品中央コンクール」で農林水産省食料産業局長賞を受賞。

## 派生商品・コラボレーション
食品、グッズはぴよりんSTATIONカフェ ジャンシアーヌ、ぴよりんshop、ぴよりんMARKETにて購入可能。
コラボ食品
- 堂島ロール（2021年）[9]
- 名古屋マリオットアソシアホテル（2021年）[18]
- ブラックサンダー（2023年）[19]
- 五等分の花嫁（2023年）[20]
- 伊藤園（2023年）[21]
- 浜乙女（2024年）[22]
- スガキヤ（2024年）[23]
- 亀屋芳広（2024年）[24]
- お亀堂（2024年）[25]
- イッチー（2024年）[26]
- ぴよりんプリントボーロ・ぴよりんグミ（レイニーブルー、2024年）[27]
- 石囲ピより（東海地方のド定番 なぜそこまで愛される?太田×石井のデララバ、2024年）[28]
- onちゃん（2025年）[29]
- 神戸ポートタワー・阪急電車（2025年）[30]

コラボグッズ・装飾
- ぬいぐるみポーチBOOK（2022年5月）[31]
- ガチャガチャ（2022年 - ）[32]
- 有田焼（2022年 - ）[33]
- ぴよりんルーム（変なホテルエクスプレス名古屋 伏見駅前、2023年-）[34]
- 五等分の花嫁（2023年）[35]
  - 同年発売のSwitch・PS4用ゲームソフト『五等分の花嫁 〜彼女と交わす五つの約束〜』では隠し要素としても登場する[36]。
- ラッピングバス（ジェイアール東海バス、2023年）[37]
- onちゃん（2024年・2025年）[38][29]
- 古川紙工（2024年）[39]
- ぴよりんオートマッキー（2024年）[40]
- ポムポムプリン（2024年）[41]
- カモノハシのイコちゃん（2024年）[42]
- 石囲ピより（東海地方のド定番 なぜそこまで愛される?太田×石井のデララバ、2025年）[43]